# Coll de l'Aubaga
El Coll de l'Aubaga és una muntanya de 286 metres de la població de Godall, a la comarca del Montsià. Es troba a uns 800 metres al sud-oest del nucli municipal.